# Мы с Джеком
«Мы с Джеком» — советский рисованный мультфильм режиссёра Владимира Самсонова по сценарию Виталия Злотникова по его же книге «Я и Джек» (1968 года) о мальчике и его верном псе Джеке.

## Сюжет
Жил-был маленький мальчик Серёжа. Однажды зимой мама прочитала ему книжку про героев. И он тоже решил стать героем и совершить подвиг. Он сразу сообразил, что в родном городе ему подвига не совершить, для этого придётся отправиться на Северный полюс. Он конечно понимал, что одному будет нелегко добраться до Северного полюса и решил взять с собой Джека — они всегда понимали друг друга. Джек — это большой рыжий пёс, который жил в будке во дворе двухэтажного дома, в котором проживала семья мальчика. Серёжа собрал рюкзак, поставил его на санки и отправился в путь на вокзал. Джек пошёл следом. По пути мальчик поговорил с соседской девочкой Рыжик, угостил сосисками трёх котят, скатился на санках с крутого берега речки. Тут его догнал Джек, и они оба увидели, как одна маленькая девочка съехала на санках с берега речки, её санки заскользили прямо к полынье, и лёд под ней треснул! Девочка провалилась в воду и стала тонуть! Серёжа и Джек побежали к ней. Джек успел первым, он прыгнул в воду, схватил зубами воротник девочки и стал толкать её к краю полыньи. Серёжа упал на лёд и стал тащить девочку из воды, а выбравшийся Джек стал ему помогать. Вместе они её вытащили, и тут прибежали взрослые и засуетились вокруг девочки. Подоспевший милиционер стал всех опрашивать. А Серёжа и Джек побежали на вокзал, там они издалека увидели уезжавший поезд. Мальчик вздохнул: «Эх, Джек! Теперь нам уже никогда не совершить подвига!» И они вернулись домой. А вскоре к ним домой пришёл милиционер и зачитал бумагу: "Настоящим сообщаю: Серёжа Бородин, пяти с половиной лет, и собака Джек, двух лет, совершили настоящий подвиг. Рискуя жизнью, они вытащили из ледяной воды девочку. За это они награждаются медалью «За спасение утопающего». Милиционер вручил Серёже медаль, а Джеку — кость и полкило колбасы «Собачья радость».

## Создатели
| Автор сценария             | Виталий Злотников |
| Режиссёр                   | Владимир Самсонов |
| Художник-постановщик       | Розалия Зельма |
| Композиторы                | Владимир Кривцов, Евгений Крылатов                                                                                             |
| Оператор                   | Борис Котов |
| Звукооператор              | Владимир Кутузов |
| Монтажёр                   | Елена Тертычная |
| Ассистенты:                | Ада Никольская, Нина Орлова, Майя Попова                                                                                       |
| Художники-мультипликаторы: | Эльвира Маслова, Галина Баринова, Геннадий Сокольский, Леонид Носырев, Александр Давыдов, Рената Миренкова, Наталия Богомолова |
| Художники:                 | Дмитрий Анпилов, София Митрофанова                                                                                             |
| Роли озвучивали:           | Василий Ливанов — пёс Джек, Людмила Гнилова — Серёжа, Ольга Громова — Рыжик, Борис Новиков — милиционер                        |
| Редактор                   | Наталья Абрамова |
| Директор картины           | Любовь Бутырина |